# تئودیسه
تئودیسه، در شناخته‌ترین معنای خود، استدلالی الهیاتی است که سعی می‌کند به این پرسش پاسخ دهد که چرا خدا اجازه داده است شر در جهان وجود داشته باشد. هر تئودیسه در واقع، پاسخی به مسئله شر است که وجود شرور در جهان را در تضاد با وجود خداوند دانای مطلق، توانای مطلق و خیرخواه مطلق می‌داند. به‌طور کلی تئودیسه با اثبات اینکه میان وجود خداوند دانا، توانا و خیرخواه و وجود شر در جهان، تضادی وجود ندارد، به مسئله شر پاسخ می‌دهد. تاکنون در طول تاریخ الهیات، مخصوصاً الهیات ادیان ابراهیمی، تئودیسه‌های مختلفی ارائه شده است که از آن معروف‌ترین آن‌ها می‌توان به تئودیسه «پرورش روح» جان هیک اشاره کرد.

## تعریف
تئودیسه (Theodicy)، از دو واژه یونانی «Theo» (خدا:God) و «Dike» (عدل / حکم / توجیه: Justice) گرفته شده است و در اصطلاح، به پاسخ‌هایی گفته می‌شود که دربارهٔ مسئله قرینه‌ای شر و پاسخ به پرسش «چرا خدا شر را تجویز کرده است؟» ارائه می‌شوند (عدل الهی). بنا بر این، پاسخ‌هایی که وجود شر را رد می‌کنند، تئودیسه شمرده نمی‌شوند.
همچنین اگر تئودیسه بتواند به این پرسش (برهان قرینه‌ای شر) پاسخ قانع‌کننده‌ای بدهد می‌تواند مسئله شر و همه برهان‌های آن را خنثی کند؛ چرا که اگر خدا دلیل و توجیهی قوی برای شر داشته باشد، واقعیت شر، دلیلی محکم علیه وجود خدا (مسئله و برهان منطقی شر) یا موجب بی معنایی زندگی و ناامیدی انسان (مسئله و برهان اگزیستانسی و وجودی شر) نخواهد بود.
تئودیسه، فقط ناظر به صفت عدالت خدا نیست، بلکه راه‌های توجیه شر (تئودیسه)، می‌تواند ناسازگاری آن را با دیگر صفات خدا بر طرف کند. از این رو، میلتون، تئودیسه را به جای «عدل الاهی»، «توجیه راه‌های خدا» می‌نامد.

## پیشینه اصطلاح تئودیسه
اصطلاح تئودیسه را نخستین بار، لایب‌نیتس، فیلسوف آلمانی، در سال ۱۷۱۰ میلادی در کتابی با همین عنوان به کار برده است.

## شرایط تئودیسه
تعهد و وظیفه تئودیسه ارائه دلیل و توجیه خدا در تجویز شر است؛ بنابراین نمی‌توان هر دلیل و توجیهی را پذیرفت، بلکه باید واجد شرایطی باشد تا از عهده مسئولیتش بر آید. جیمز کلارک، برای تئودیسه سه شرط بیان می‌کند: ۱. قوت اقناع (مقبولیت)؛ ۲. قدرت تبیین؛ ۳. سازگاری با صفات خدا.

## انواع تئودیسه
تئودیسه‌ها به دو گروه اصلی تقسیم می‌شوند:
- تئودیسه شر طبیعی: این تئودیسه دربارهٔ دلایلی برای پدیدارهای طبیعی است که رنج کشیدن را برای موجودات باشعور ایجاد می‌کنند.
- تئودیسه شر اخلاقی: هدف این تئودیسه توجیه رفتارهای غیرانسانی انسان است که ناشی از اراده و اختیار اوست.

برای شر اخلاقی، تئودیسه‌های مختلفی عرضه شده است؛ از آن جمله «تئودیسه پرورش روح» که جان هیک، پرچمدار آن است. نمونه‌های دیگر تئودیسه مبتنی بر آخرت‌شناسی (مجازات و غرامت‌خواهی در دنیای پس از مرگ) و مبتنی بر اختیار (شر برای اختیار اجتناب‌ناپذیر است).
کِنِث سورین (Kenneth J. Surin)، استاد کرسی زبان و ادبیات و نیز استاد دین و نظریه انتقادی در دانشگاه دوک در کتاب «الاهیات و مسئله شر» تحلیل گفتمانی تئودیسه‌ها را بحث کرده است.

## تئودیسه پرورش روح
تئودیسه جان هیک با عنوان پرورش روح یکی از راه حل‌های مطرح در پاسخ به مسئلهٔ شر است که برگرفته از نظریه ایرنائوس است. ادعای هیک در تئودیسه پرورش روح این است که خداوند در جهان کنونی مشکلات و شرور زیادی را پدیدآورده تا انسان در رویارویی با آن‌ها و مبارزه و تلاش برای برطرف کردن آن‌ها فضایل والای انسانی و اخلاقی را کسب کند و همانند مسیح شبیه خدا شود.
در الهیات مدرن، و به ویژه الهیات پس از جنگ جهانی دوم، تئودیسه‌های دیگری نیز به وجود آمدند که از جدیدترین آن‌ها می‌توان به تئودیسه اعتراض، تئودیسه روایی و تئودیسه فمینیستی اشاره کرد.